# Biblioteca històrica
La Biblioteca històrica (grec antic: Βιβλιοθήκη ἱστορική, llatí: Bibliotheca historica) és un tractat d'història de Diodor de Sicília del segle i aC on descriu la història i la cultura de diversos pobles de l'antiguitat barrejant mites, informacions de primera mà i reculls d'autors anteriors. L'obra està dividida en tres seccions i quaranta llibres diferents, però no s'ha conservat sencera. Les divisions entre les seccions són la guerra de Troia, que marca l'inici de la segona part, i la mort d'Alexandre Magne que comença la tercera. El punt de vista és subjectiu i correspon a la interpretació més acceptada entre els grecs, per això està marcat de subjectivisme tot i constituir una de les obres historiogràfiques de referència de l'edat antiga. Explica el desenvolupament dels fets sobre la base de dos principis fonamentals: la sort o fortuna variable i el d'estranyament o comparació d'allò aliè al cànon grec.

## Contingut
L'obra es compon de 40 llibres i van des de la més remota antiguitat fins a les guerres de la Gàl·lia. El mateix Diodor diu que estava dividida en tres seccions: la primera (6 llibres) parlava dels temps mítics anteriors a la guerra de Troia; la segona (11 llibres) va des de la guerra de Troia fins a la mort d'Alexandre el Gran; i la tercera (23 llibres), des de la mort d'Alexandre fins a les guerres de la Gàl·lia. Desgraciadament l'obra no s'ha conservat sencera: els llibres 6, 7, 8, 9 i 10, i els posteriors al 20 s'han perdut excepte alguns fragments dels llibres 31, 32, 33, 36, 37, 38 i 40 conservats per Foci i uns resums i comentaris que Constantí VII Porfirogènit va manar que es fessin. El seu llibre, organitzat per anys com uns annals, es limita a recollir informacions, mites i relats, sense cap esperit crític (així, es dona el cas que un apartat pot contradir el següent). Sovint esmenta les seves fonts, la majoria de les quals s'han perdut i fan que augmenti el valor de l'obra.
El llibre I conté una primera secció on es lloa la importància de la història i de les dificultats per elaborar-la per escrit. Posteriorment narra l'origen del món i després se centra en l'antic Egipte, del qual destaca la importància del Nil (i les diverses teories sobre el perquè de les seves crescudes) i la religió. Mostra l'admiració cap a la seva cultura, una influència cabdal per als grecs. El llibre II se centra en Assíria i com la seva decadència és deguda als costums de Sardanàpal. Situa aquest poble entre els asiàtics, al costat d'altres cultures de la zona com els medes, els indis i els escites. Inclou també narratives de viatges per Aràbia, illes properes a l'Índia (no localitzades com a equivalents a cap indret real) i incursions en l'estepa euroasiàtica. El tret comú de tots els pobles és el seu caràcter bàrbar, malgrat la potència militar que mostren alguns d'ells. El mateix tret de bàrbar és el que agrupa als representants de l'Àfrica, al llibre III, que inclou el nord del continent fins a Líbia. Apareixen personatges mitològics juntament amb descripcions de la vida quotidiana. El llibre V està dedicat a resumir els principals temes de la mitologia grega i acaba la primera secció amb un llibre dedicat a la geografia europea, on a cada indret adjunta alguna anècdota o enumeració dels pobles que l'habiten, en la línia d'altres històries clàssiques.
La segona secció és la més extensa de totes (llibres VII - XVII) i comença amb els fets anteriors a la guerra de Troia per iniciar una història de Grècia segons els períodes més coneguts. Alterna el focus grec amb capítols sobre altres pobles, especialment Roma. El centre rau a la successió de líders i com les seves decisions afecten a tota la comunitat. Les guerres contra els perses o entre les diferents polis són descrites amb abundància de detalls i fonts. S'inclouen judicis morals sobre les accions de personatges destacats i com la desviació de la norma o del designi dels déus sol desembocar en la fatalitat per a una ciutat (tema especialment desenvolupat al llibre XV). Afegeix fragments de discursos històrics i narratives literàries. S'aprofita de l'estructura dels annals per a explicar els esdeveniments referits a Roma.
La tercera part comença amb les discussions per repartir-se l'imperi a la mort d'Alexandre Magne. Apareixen indicacions de capítols no desenvolupats sobre la història local de Sicília, que proven que l'autor no va poder acabar la seva obra. Al llibre XIX inclou una reflexió sobre els diferents sistemes polítics i argumenta que la democràcia acostuma a ser vençuda per la força, fet que li serveix per emmarcar el relat sobre Agàtocles de Siracusa, una de les figures centrals dels següents llibres. L'obra acaba amb la caiguda de Grècia enfront Roma i el que això suposa per a la cultura hel·lenística, així com amb el resum dels fets més destacats de la història de Roma.